# 高思好
高思好（？年—574年），一名思孝，北齊南安王。

## 生平
574年1月（武平五年），有人上奏南安王高思好將會造反，由於高思好的兒子之妻，是韓鳳女兒，所以韓鳳以擾亂人心的罪名，要求高緯殺掉那告密者。50多天後，南安王高思好果然在朔州舉兵反叛，高思好妃子李氏被烧死。那告密者的弟弟趴在地上要求北齊朝廷追贈其亡兄，韓鳳卻不給通報。
574年3月12日，高思好之亂被平定後，穆提婆指使婁定遠下屬的臨淮國郎中令誣陷婁定遠與高思好為同黨，致使婁定遠自縊而死。

## 子女
- 子：名不詳，娶韓氏(北齊權臣韓鳳的女兒)[1]。